# Dolní Tošanovice (zámek)
Zámek v Dolních Tošanovicích v okrese Frýdek-Místek se nachází v severovýchodní části obce. Zámek a kachlová kamna byly v roce 2006 prohlášeny kulturními památkami ČR.

## Historie
Empírový zámek na místě malé tvrze, která je zmiňována v roce 1445, byl postaven na přelomu 18. a 19. století Mattencloity. Posledním z majitelů lékařem MUDr. Vítěslavem Chlumským byl v roce 1933 upraven na luxusní vilu. Po druhé světové válce objekt byl využíván Státním statkem Český Těšín pro ubytování zaměstnanců. Po roce 1990 byl v restituci vrácen rodině Chlumských. V roce 2015 požár zničil značnou část střechy.

## Architektura
Areál zámečku tvoří vlastní budova a hospodářské budovy s kaplí, které jsou situovány do písmene U. Hospodářská budova a kaple byly značně poškozeny. V kapli se dochovaly výmalby a dřevěný oltář.
Zámeček je patrová zděná stavba na obdélníkovém půdorysu krytá valbovou střechou s vikýři. V severním průčelí osově vystupuje rizalit vertikálně členěn třemi okenními osami. Fasáda horizontálně členěna profilovanou kordonovou a korunní římsou. Rizalit je ukončen trojúhelníkovým štítem. Nároží v přízemí zdobeno rustikou. Mezi okny v přízemí jsou štuková pole, v patře mezi okny je bosáž. Po stranách rizalitu a dále v bocích a jižní fasádě jsou obdélná okna, v přízemí mají štukové profilované šambrány ukončené klenákem. Jižní průčelí je členěno čtyřmi okenními osami, uprostřed průčelí se nachází portikus, který je tvořen dvěma dvojicemi prstencových sloupů, na nich je posazen balkon s kovovým zábradlím, které je tvořeno volutově stáčenými železnými pruty.

## Interiér
V přízemí jsou místnosti zaklenuty pruskými plackami, v patře jsou místnosti plochostropé. Naproti hlavnímu vchodu je dřevěné schodiště do patra. Ve vile se dochovala dvouetážová kachlová kamna, která jsou nad podnoží zdobená diamantováním a v patře nad profilovanou římsou je rostlinný dekor. Druhá etáž je tvořena dvěma pilíři, patky a hlavice pilířů jsou zdobené vegetabilním dekorem.